# Dynamine colombiana
Dynamine colombiana är en fjärilsart som beskrevs av Talbot 1932. Dynamine colombiana ingår i släktet Dynamine och familjen praktfjärilar. Inga underarter finns listade i Catalogue of Life.